# بوونکارسپل
بوونکارسپل (به هلندی: Bovenkarspel) یک منطقهٔ مسکونی در هلند است که در استیده‌بروک واقع شده‌است. بوونکارسپل ۱۱٬۰۰۰ نفر جمعیت دارد.